# Tavistock Clinic

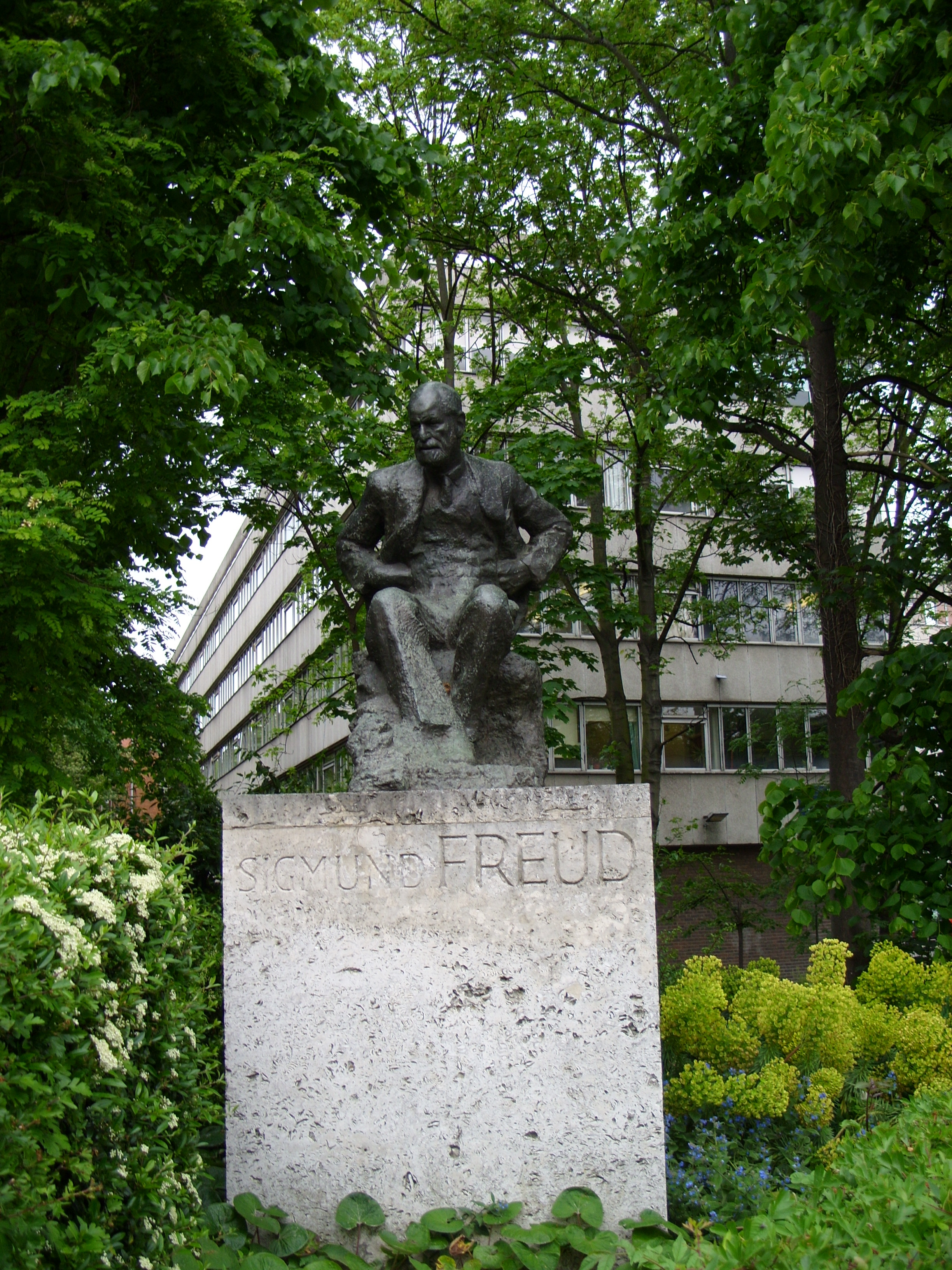
Statue von Sigmund Freud an der Ecke Belsize Lane und Fitzjohn's Avenue, im Hintergrund das Hauptgebäude der Klinik

Die Tavistock Clinic, nach ihrem ersten Standort, dem Tavistock Square in Bloomsbury, London, England benannt, ist ein bekanntes Zentrum für psychoanalytische Therapie des britischen National Health Service (NHS).
Das 1946 als Ableger der Tavistock Clinic gegründete The Tavistock Institute wird heute als eigenständiges Forschungsinstitut unabhängig von der Klinik geführt.

## Leistungen
Die Tavistock Klinik ist das erste psychodynamisch-psychiatrische Ambulatorium in Großbritannien. Sie führt Abteilungen für Erwachsene, Jugendliche, Kinder und Familien und bietet Beratungen für andere Institutionen und in Zusammenarbeit mit der University of East London Nachdiplomstudien und Kurse für Gesundheitsberufe, Soziale Betreuung und Consulting an.

## Geschichte
Die Klinik wurde 1920 vom Psychiater Hugh Crichton-Miller, der von den Lehren Jungs und Freuds beeinflusst war, eröffnet und entwickelte sich unter seiner Leitung zu einem psychotherapeutischen Kompetenzzentrum für die traumatischen Effekte der Kriegsneurose, die auch als Schützengrabenschock bekannt ist. Seit der Gründung des Britischen NHS 1948 ist der Tavistock & Portman NHS Foundation Trust Träger der Klinik.
Von der Gründung an wurde in der Klinik die Entwicklung der psychoanalytischen Psychotherapie, die Ausbildung der Psychotherapeuten inklusive eines spezialisierten Trainings zur Therapie von Kindern und Jugendlichen sowie die breite Anwendung der Psychoanalyse in der psychiatrischen Praxis, Politik und Forschung im institutionellen Rahmen gefördert. Dies war ein außergewöhnliches Element im britischen Gesundheitswesen. Die Klinik bot ein breites Angebot von psychologischen Therapieformen sowie Psychoanalyse und ganzheitlichem Training an, was zu einer Kontroverse mit Ernest Jones, dem Präsidenten der British Psychoanalytic Society, führte, der keine Psychoanalytiker in der Klinik haben wollte.
Diese Ausrichtung der Klinik profitierte insbesondere von der Unterstützung durch die Rekonstruktion nach dem Zweiten Weltkrieg. Während des Krieges war die Öffentlichkeit auf die emotionalen Bedürfnisse der vom Krieg betroffenen Kinder aufmerksam geworden. Die Politik der Massenevakuationen von Kindern aus London förderte die Forschung und brachte neue Erkenntnisse über die Entwicklung von Kindern innerhalb der Familie, der wichtigen Rolle der Familienbeziehungen und Persönlichkeitsstörungen aufgrund früher Trennung und emotionaler Deprivation. Die Ausbildung in Kinderpsychotherapie wurde aufgrund der Forderung John Bowlbys aufgenommen, dass psychisch geschädigte Kinder Zugang zu psychotherapeutischer Behandlung haben sollten.
Während des Zweiten Weltkrieges dienten einige Mitarbeiter in der Armee. 1946 gründete diese interdisziplinäre Gruppe das Tavistock Institute of Human Relations (TIHR) (heute: The Tavistock Institute) und wandte sich Fragen der Organisationsentwicklung und des sozialen Wandels zu.
Die Tavistock-Klinik gilt heute als eines der weltweit führenden Zentren für psychoanalytisch fundierte Psychotherapie. Mit ihren drei Abteilungen, Kind und Familie, Jugendliche und Erwachsene, ist sie eine der wichtigsten Ausbildungseinrichtungen Großbritanniens auf diesen Gebieten. Seit 1967 befindet sich die Klinik im The Tavistock Center im Stadtteil Swiss Cottage.

## Kritik
Das Institut beherbergte jahrelang den Gender Identity Development Service (Gids), eine pädiatrische Abteilung für die „Entwicklung von Geschlechtsidentität“. In Gefolge des Falls Bell v Tavistock wurde bekannt, dass Ärzte der Klinik an Jugendliche Pubertätsblocker verschrieben, um später geschlechtsangleichende Behandlungen – wie etwa geschlechtsangleichende Operationen – an ihnen durchführen zu können. 2014 hatte die Leitung entschieden, dass Pubertätsblocker nicht wie bis dahin erst ab 16, sondern bereits ab elf Jahren verschrieben werden könnten. Im Dezember 2020 entschied der High Court im Fall Bell v Tavistock in erster Instanz zugunsten der Britin Keira Bell. Die heute 26-Jährige hatte die Klinik verklagt, weil ihr dort im Alter von 16 Jahren Pubertätsblocker verschrieben worden waren. 2022 entschied der staatliche Gesundheitsdienst National Health Service (NHS), Gids zu schließen. Ein unabhängiger Untersuchungsbericht hatte ergeben, dass junge Menschen dort großen Risiken für ihre seelische Gesundheit ausgesetzt worden waren.
Die BBC-Journalistin Hannah Barnes, die die Geschichte der Klinik aufarbeitete, machte die „Angst vor dem Vorwurf der Transfeindlichkeit“ für den lange Zeit fehlenden Widerspruch gegen die Praktiken des Gids verantwortlich.

## Bekannte Mitarbeiter und Studenten
- Mary Ainsworth, US-amerikanische Entwicklungspsychologin und Bindungsforscherin
- Enid Balint, britische Psychoanalytikerin
- Michael Balint, ungarischer Psychoanalytiker
- Wilfred Bion, britischer Psychoanalytiker, Vertreter der Gruppenanalyse
- John Bowlby, Vizedirektor nach dem Zweiten Weltkrieg und Gründer der Abteilung für Kinder und Eltern
- Ronald D. Laing, Psychiater
- John Rawlings Rees, Medizinischer Direktor vor dem Zweiten Weltkrieg
- James Robertson, gilt mit Bowlby und Ainsworth als Hauptbegründer und -vertreter der Bindungstheorie
- Clara Thompson, US-amerikanische Ärztin, Vertreterin der Neopsychoanalyse
- Lily Pincus, Familientherapeutin